# Moja szczęśliwa rodzina
Moja szczęśliwa rodzina (gruz. ჩემი ბედნიერი ოჯახი / Chemi bednieri ojakhi) – gruzińsko-niemiecko-francuski dramat filmowy z 2017 roku w reżyserii Nany Ekvtimishvili i Simona Grossa. Zdjęcia kręcono w Tbilisi. 
Historia kobiety, która po 30 latach małżeństwa postanawia opuścić patriarchalną rodzinę. Film miał swoją światową premierę 22 stycznia 2017 roku na Sundance Film Festival. Prezentowany był również w ramach sekcji "Forum" na 67. MFF w Berlinie.

## Fabuła
Nauczycielka literatury gruzińskiej Manana mieszka w trzypokojowym mieszkaniu w Tbilisi razem ze swoją trzypokoleniową rodziną: mężem Soso, rodzicami, synem siedzącym nieustannie przy komputerze, córką oraz jej mężem. W mieszkaniu panuje wieczny gwar, w którym trudno o odrobinę spokoju i prywatności. Kiedy nadchodzą jej 52. urodziny, Manana zapowiada, że nie jest w nastroju, by je świętować. W odpowiedzi słyszy od męża: ludzie i tak przyjdą. Faktycznie goście przychodzą, a kobieta zmuszona jest obsługiwać całą imprezę. Nazajutrz wyprowadza się z domu do wynajętego małego mieszkanka. 

## Obsada
- Ia Shugliashvili jako Manana
- Merab Ninidze jako Soso
- Berta Khapava jako Lamara
- Tsisia Qumsishvili jako Nino
- Giorgi Khurtsilava jako Vakho
- Giorgi Tabidze jako Lasha
- Goven Cheishvili jako Otar
- Dimitri Oragvelidze jako Rezo

## Nagrody i wyróżnienia

### Nagrody
- Międzynarodowy Festiwal Filmowy „Eurasia” 2017
  - Best Actor
- Międzynarodowy Festiwal Filmowy w Hongkongu 2017
  - Golden Firebird Award
- Lecce Festival of European Cinema 2017
  - Best Cinematography
  - FIPRESCI Prize
  - Golden Olive Tree
- Odessa International Film Festival 2017
  - Golden Duke
- Seattle International Film Festival 2017
  - Grand Jury Prize - Special Mention
- Sofia International Film Festival 2017
  - Best Director
- Międzynarodowy Festiwal Filmowy Transilvania 2017
  - Transilvania Trophy
  - Best Performance
- Wiesbaden goEast 2017
  - FIPRESCI Prize
  - Best Director

### Nominacje
- 67. Międzynarodowy Festiwal Filmowy w Berlinie 2017
  - Nagroda Jury Ekumenicznego
- Międzynarodowy Festiwal Filmowy „Eurasia” 2017
  - Grand Prix
- Międzynarodowy Festiwal Filmowy w Stambule 2017
  - Golden Tulip
- Festiwal Filmowy w Jerozolimie 2017
  - The Wilf Family Foundation Award
- Odessa International Film Festival 2017
  - Golden Duke
- Seattle International Film Festival 2017
  - Grand Jury Prize
- Sofia International Film Festival 2017
  - Grand Prix
- Sundance Film Festival 2017
  - Grand Jury Prize
- Festiwal Filmowy w Sydney 2017
  - Sydney Film Prize